# Южна Розв'язка
Южна Розв'язка (рос. Южная Развязка) — селище в Брянському районі Брянської області Російської Федерації.
Населення становить 30 осіб. Входить до складу муніципального утворення Свенське сільське поселення.

## Історія
Від 2005 року входить до складу муніципального утворення Свенське сільське поселення.

## Населення
| 2010 | 2013 |
| ---- | ---- |
| 31   | ↘30  |